# Jean II de Brosse
Jean II de Brosse, né vers 1423 et décédé le 6 août 1482, fut chambellan du roi en 1449, comte de Penthièvre de 1454 à 1482, et le fils de Jean Ier de Brosse, maréchal de France, seigneur de Boussac et de Sainte-Sévère, et de Jeanne de Naillac, dame de La Motte-Jolivet. Son fils Jean III de Brosse lui succéda.

## Union et postérité
Marié le 18 juin 1437 avec Nicole de Châtillon comtesse de Penthièvre de 1454 à 1479, dont :
- Jean III de Brosse, +1502,
- Antoine marié en 1502 avec Jeanne de La Praye,
- Paule de Brosse, mariée le 30 août 1471, au château de Boussac, avec Jean de Bourgogne, duc de Brabant,
- Claudine, mariée le 11 novembre 1485, à Moulins, avec Philippe II sans terre, duc de Savoie,
- Bernarde mariée le 6 janvier 1474 avec Guillaume VIII de Montferrat, marquis de Montferrat,
- Hélène mariée en 1483 avec Boniface III de Montferrat, marquis de Monferrat.